# Netherne-on-the-Hill
Koordinaten: 51° 18′ N, 0° 9′ W
Netherne-on-the-Hill, wegen seiner abseitigen Lage im Volksmund auch „Nowhere-on-the-Hill“ („Nirgendwo auf dem Hügel“) genannt, ist ein erst vor wenigen Jahren „künstlich“ geschaffenes Dorf bei Hooley im Borough Reigate and Banstead, etwa 2 Kilometer südlich von Coulsdon in der Grafschaft Surrey gelegen. Über die Fernstraße A23 und die Autobahn (Motorway) M23/M25 ist London in etwa 40 km Entfernung gut zu erreichen.

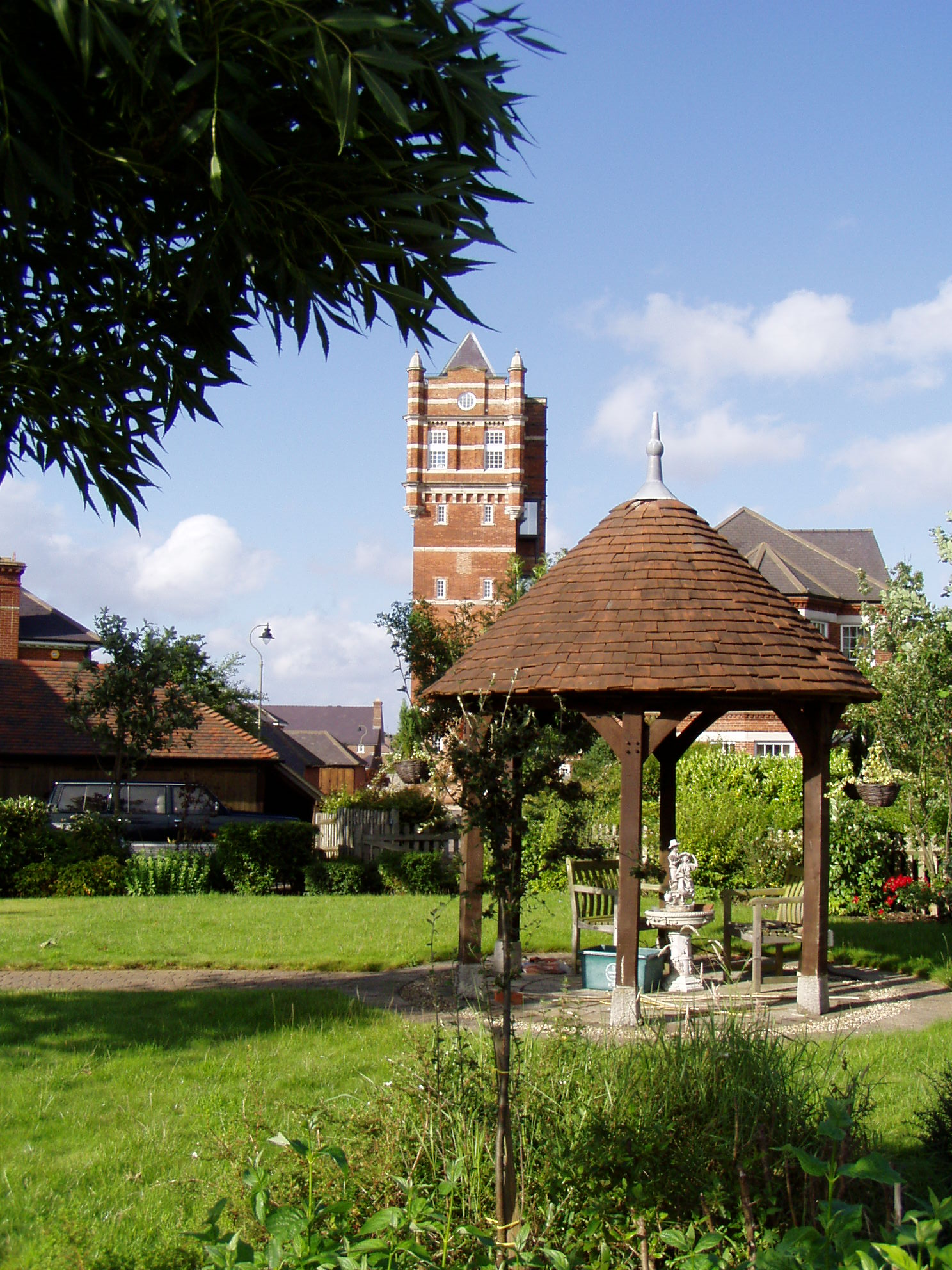
Der alte Wasserturm -
das Wahrzeichen des Dorfes

## Projektentwicklung
In enger Zusammenarbeit und im Auftrag der Bezirksverwaltung schufen drei institutionelle Projektentwickler und der „Guinness Housing Trust“ seit 1996 (Beginn der ersten Planungen) aus dem 72 Hektar großen Areal und der alten Bausubstanz einer seit Jahren ausgedienten Anlage einer psychiatrischen Privatklinik eine Ansiedlung moderner Einzel- und Reihenhäuser, wobei alter, sinnvoll umgenutzter Baubestand und Neubauten optimal miteinander verbunden wurden. So wurde künstlich der harmonische Eindruck eines einheitlichen historischen Ambientes geschaffen, das schon vor Jahren durch großflächigen Abriss verloren war.
Geplant und verwirklicht wurde der Neubau – einschließlich durch Neugestaltung noch vorhandener Dienstwohnungen – von insgesamt über 500 Einzel- und Reihenhäusern sowie eines Altersheims, eines Kindergartens, eines Geschäftshauses, eines Ladens, eines Restaurants und öffentlicher Einrichtungen wie z. B. eines Fitnessstudios, eines Tennis- und eines Cricket-Platzes sowie eines Kinderspielplatzes. Die Nutzung aller Einrichtungen ist ausschließlich den Bewohnern vorbehalten, die inzwischen sogar mit einer eigenen Cricket-Mannschaft antreten.
Ein besonderes Beispiel für die ausgezeichnete Nutzung alter Bausubstanz ist die Umnutzung der historischen Kirche in ein Fitnessstudio, indem der frühere Altarraum in einen Gymnastikraum mit Fitnessgeräten und das Kirchenschiff in ein Schwimmbad umgebaut wurde. Ein anderes Beispiel ist der alte Wasserturm, heute durch moderne Wohnungen genutzt – die oberste sogar über zwei Etagen –, die alle über einen Außenfahrstuhl erreichbar sind. Ein einfacheres Beispiel ist die Umnutzung des alten Verwaltungsgebäudes in moderne Wohnungen.
Die letzten Arbeiten zur Herrichtung öffentlicher Einrichtungen wurden im Jahr 2007 beendet.

## Bildergalerie

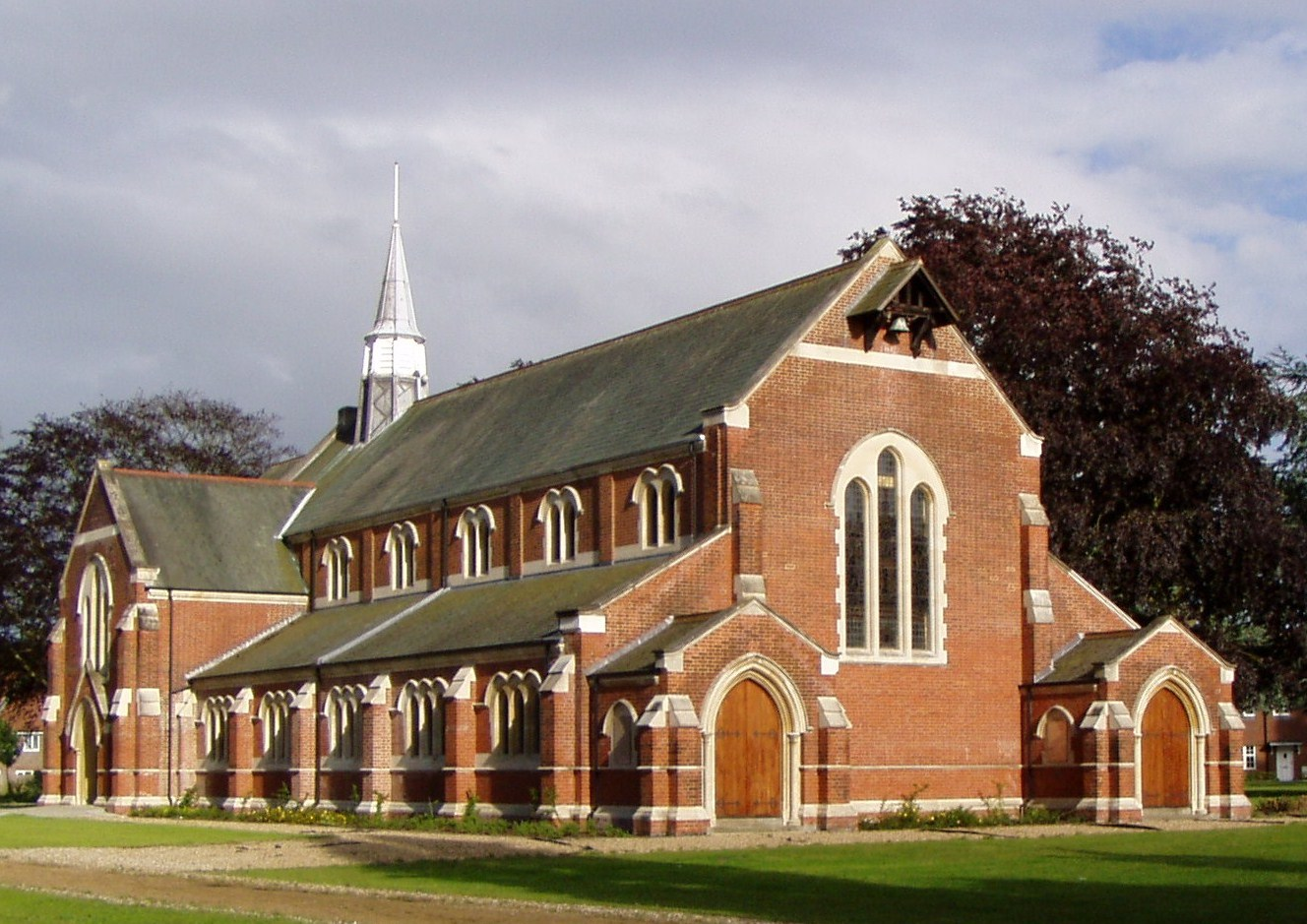
Die alte Kirche - heute ein Fitnessstudio
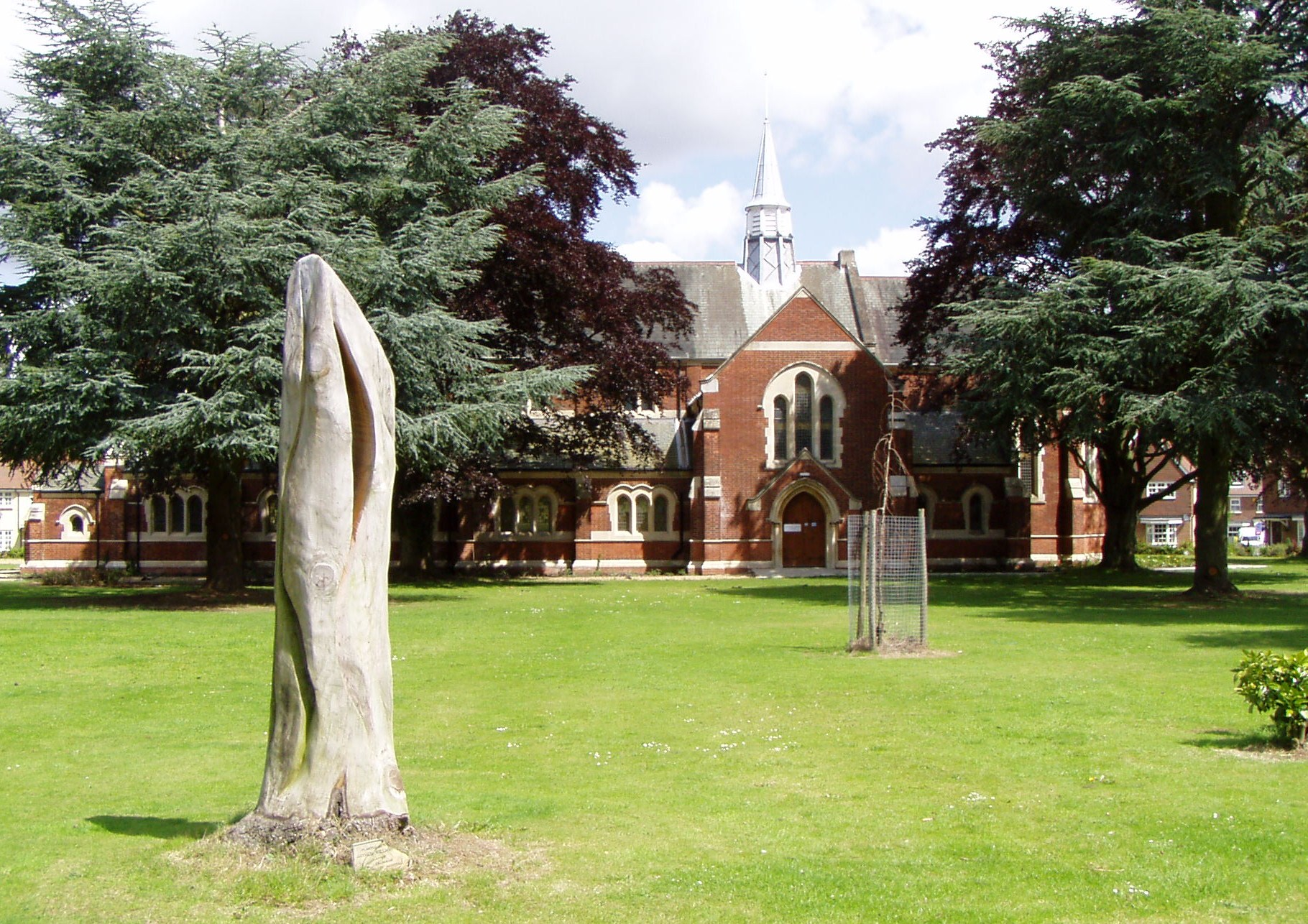
Die alte Kirche - heute ein Schwimmbad
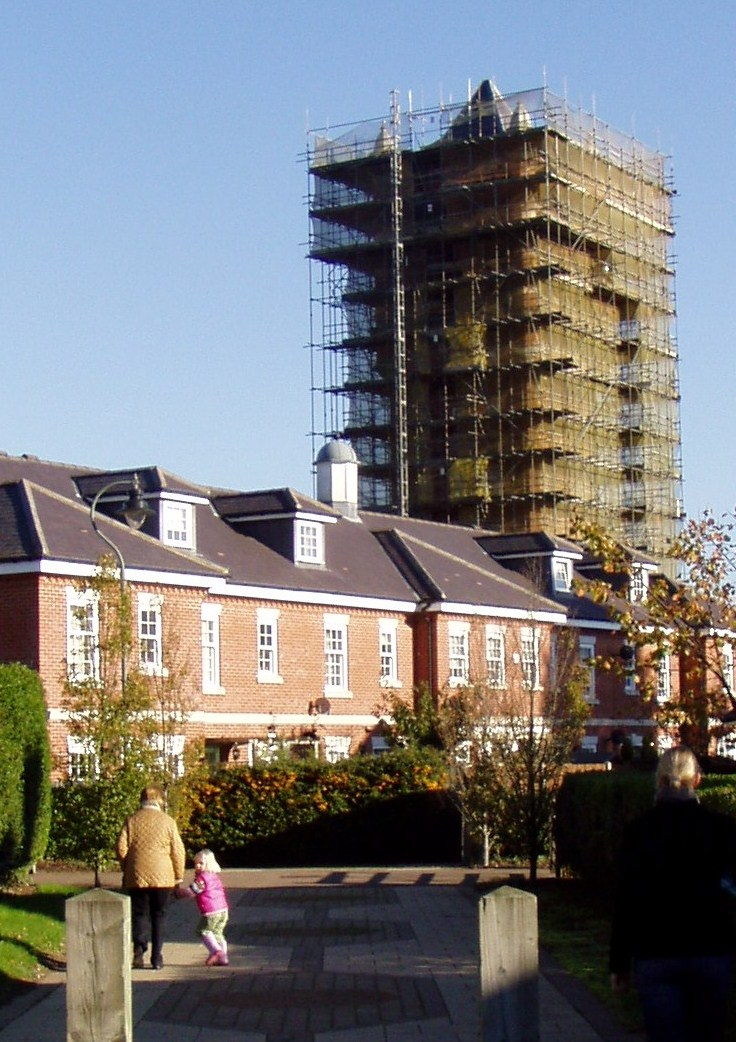
Der alte Wasserturm - in der Sanierungsphase
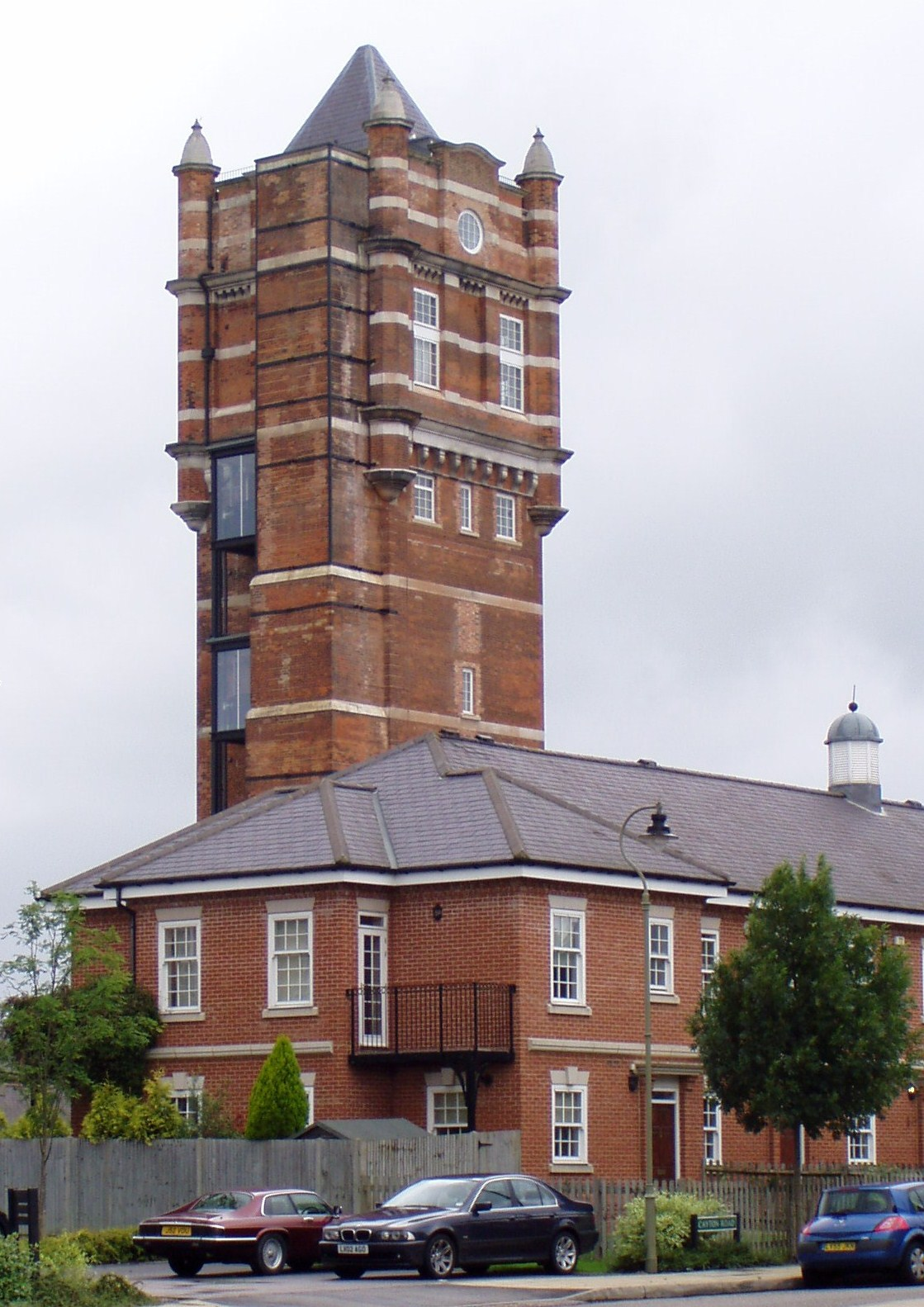
Der alte Wasserturm - heute ein „Wohnturm“
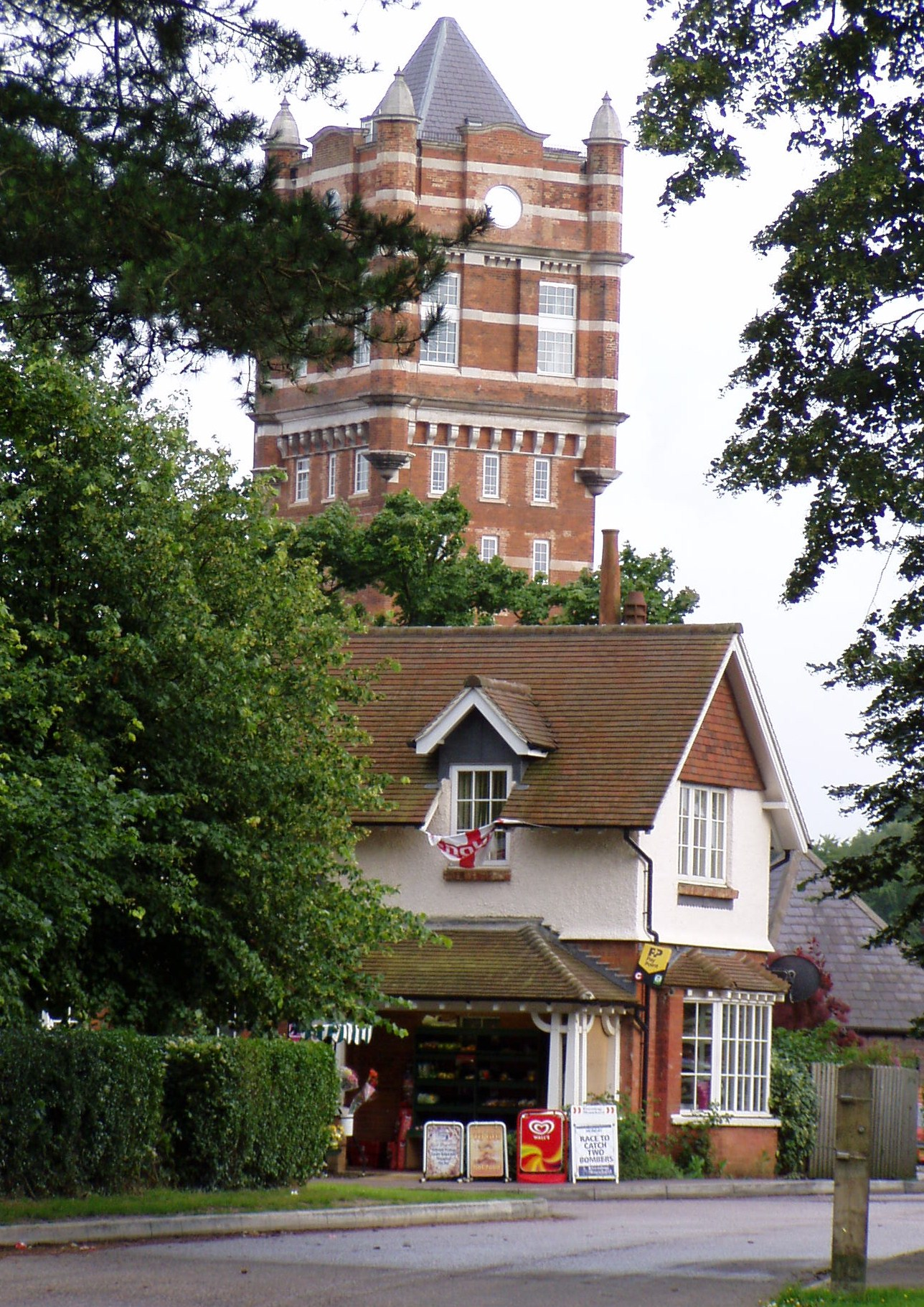
Der kleine Dorfladen, dahinter der Wasserturm
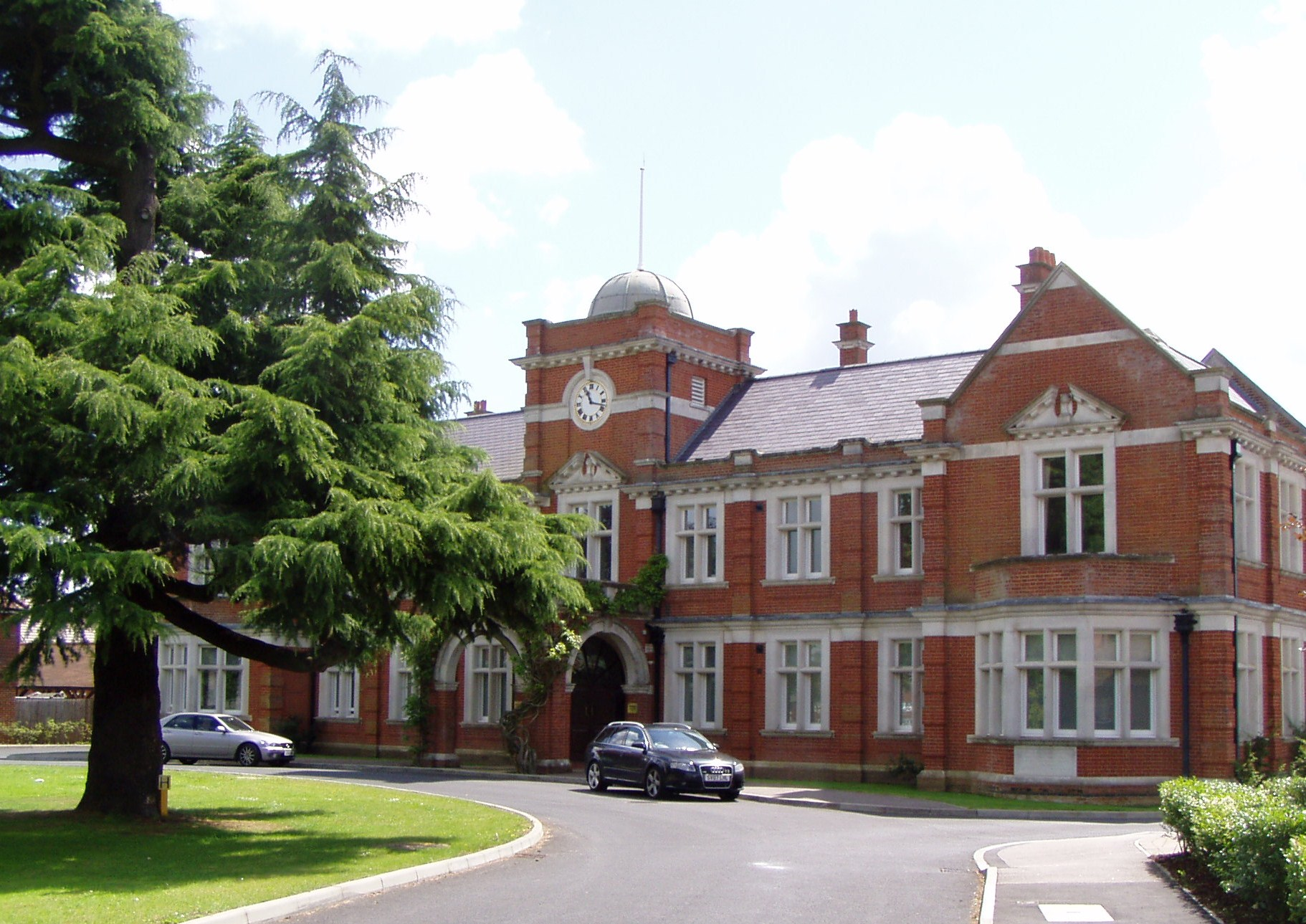
Die alte Verwaltung - heute Wohnungen
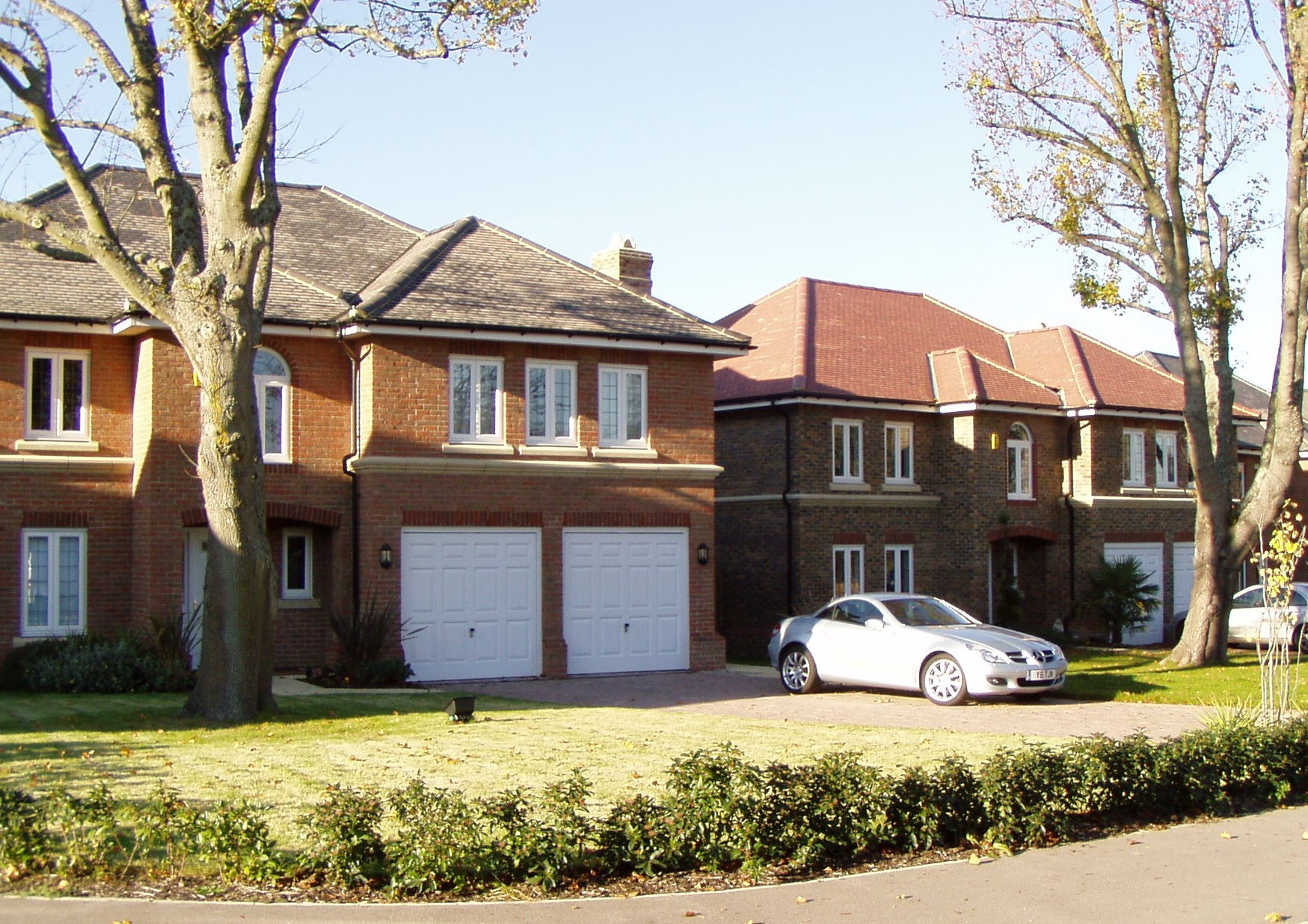
Neue Wohnhäuser
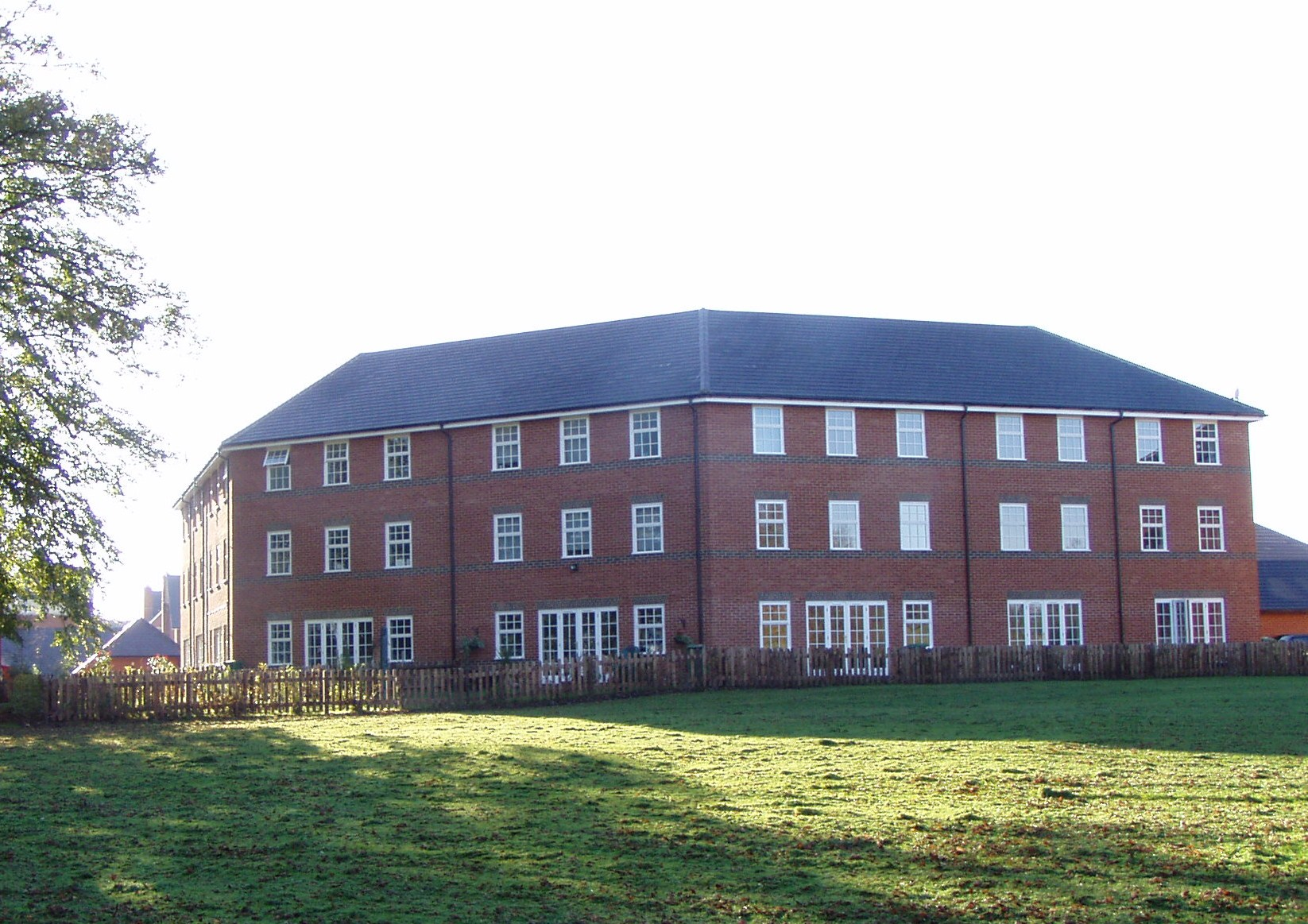
Neue Reihenhäuser (Rückansicht)